# Monorotaia di Torino
Monorotaia di Torino – kolej jednoszynowa wykonana przez zakłady Alweg w Turynie w 1961 roku z okazji Międzynarodowych Targów Pracy oraz obchodów setnej rocznicy zjednoczenia Włoch.

## Historia

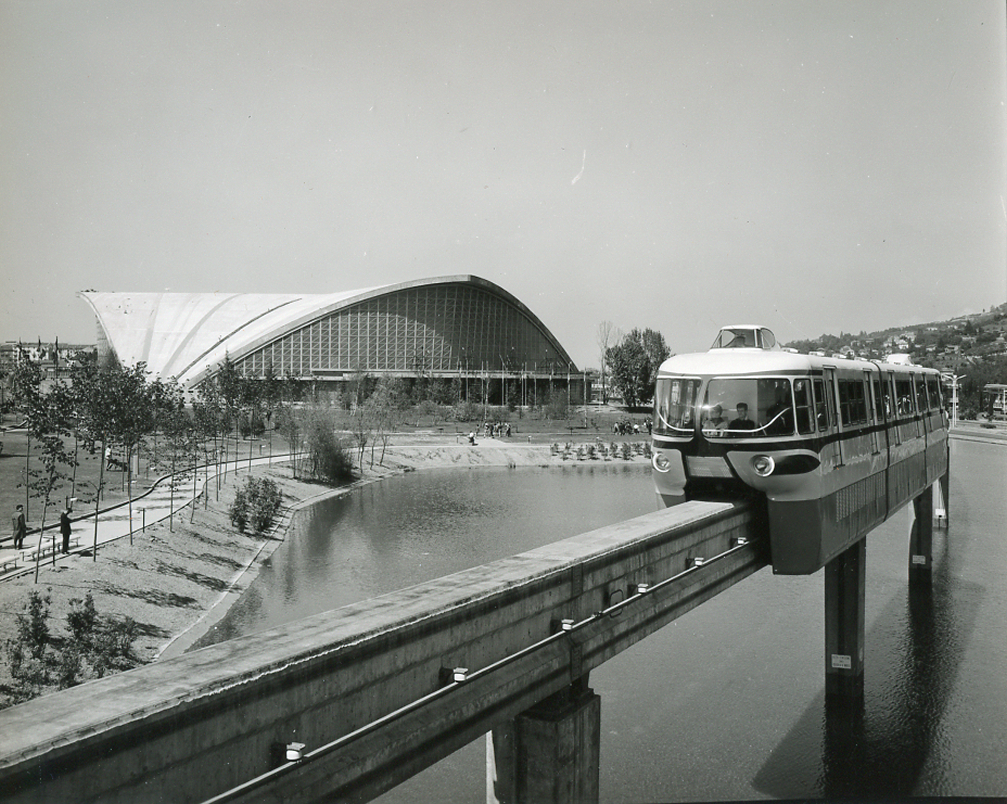
Kolej w 1961. Foto Paolo Monti

Kolej jednoszynowa położona na terenie wystawy Włochy '61 składała się z 1,8 kilometrowego wiaduktu na którym jest tor żelbetonowy o przekroju stożkowym podtrzymywany przez słupy żelbetonowe. Wiadukt był odpowiedzialny za utrzymanie, kierowanie i zasilanie pociągu. To ostatnie było realizowane przez paski metalowe na bokach wiaduktu zasilane prądem stały o napięciu 600 woltów.

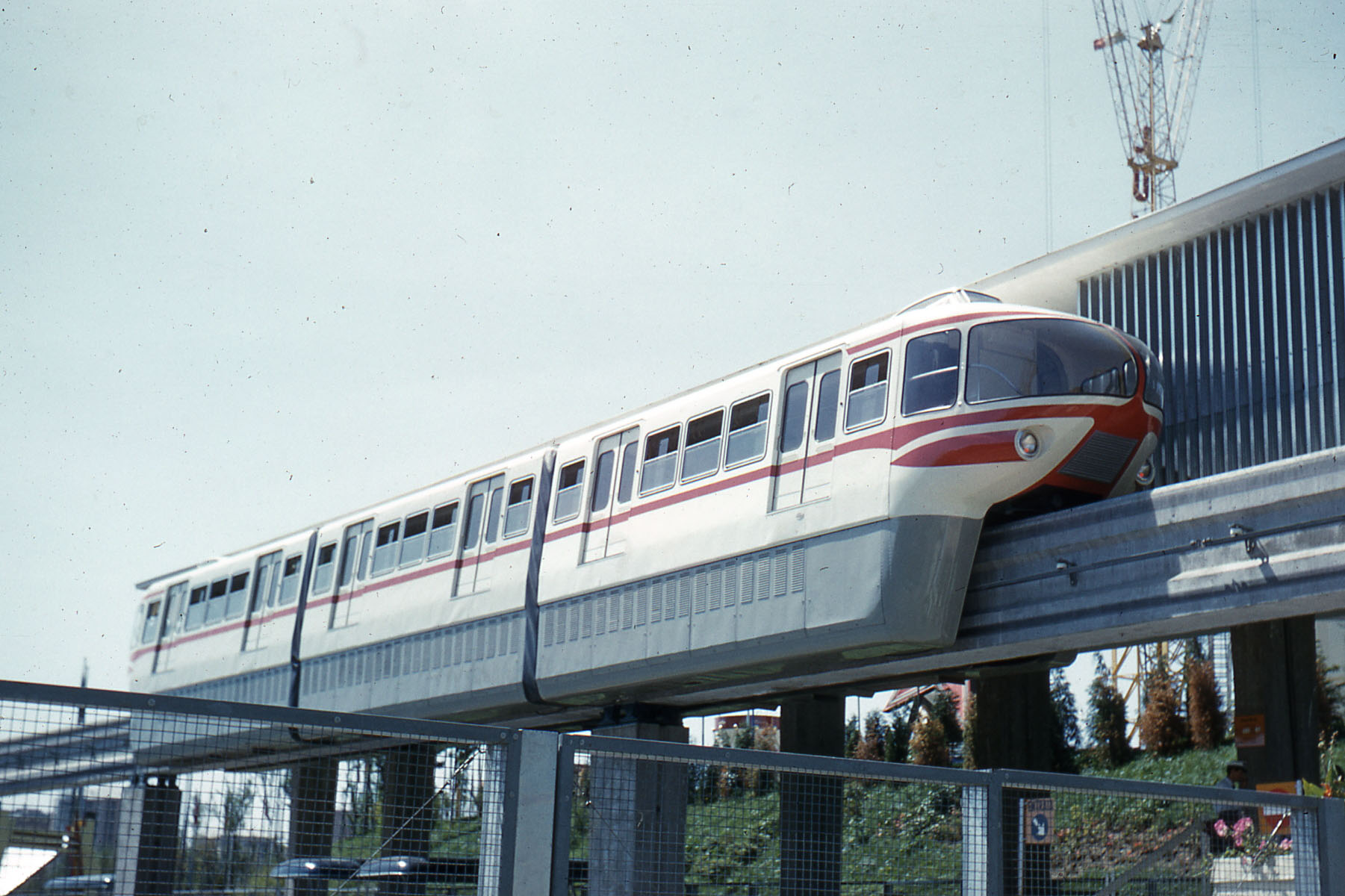
Kolej jednotorowa podczas Italia '61

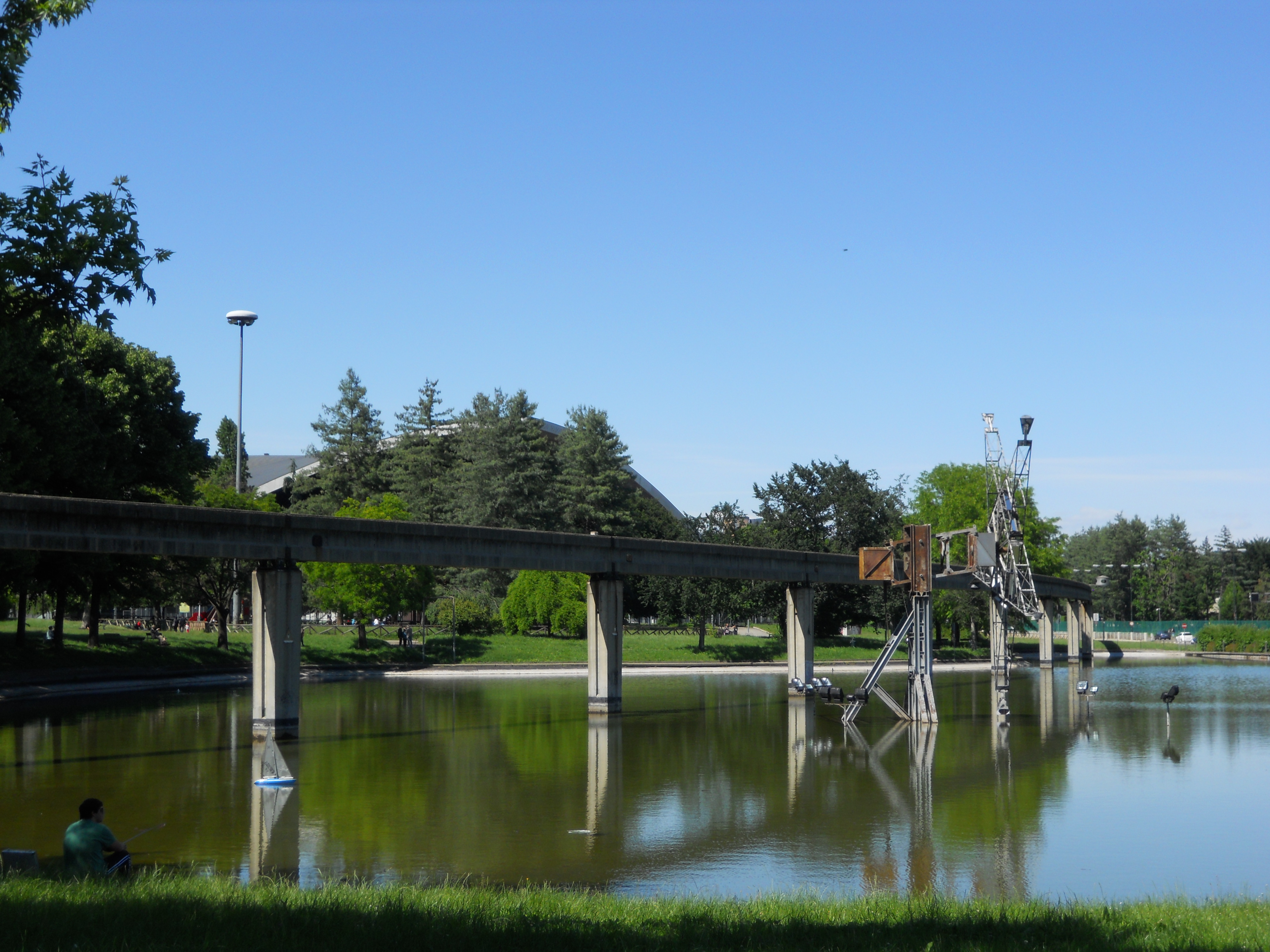
Słupy kolejki ułożone w stawie podczas Italia '61

Dwie stacje umieszczone na początku oraz na końcu toru zostały wykonane wraz z podniesionymi peronami, które umożliwiały pasażerom dostęp do stacji kolejki. Tor był prowadzony w linii prostej z wyjątkiem odcinka gdzie przebiegał przez sztuczne jezioro.
Pociąg składał się z trzech wagonów połączonych złączami przegubowymi wyposażonych w okna panoramiczne. Wagony były napędzane przez koła ze samochodów ciężarowych oraz poziomy wał osi pionowej i poruszały się po torze żelbetonowym.
Trakcyjne silniki elektryczne były wzbudzane oraz regulowane za pomocą osłabienia pola i zmiany połączenia równoległego na szeregowe za pomocą sterownika elektropneumatycznego.
Dodatkowe były zasilane przez kwasowe akumulatory ołowiowe ładowane przez silniki i prądnicę. Zwalnianie i hamowanie pociągu realizowano poprzez hamulec elektryczny połączony opornikiem oraz hamulce pneumatyczne z hamulcami tarczowymi typu samochodowego. Zaprojektowany był dla trakcji wielokrotnej, projekt wówczas był innowacyjny.
Kolej jednoszynowa przestała być eksploatowana kilka miesięcy po zakończeniu wystawy. Została ponownie wykorzystana podczas wiosny 1962 i 1963 roku głównie dla studentów, Pod koniec lata 1963 roku została ostatecznie opuszczona.

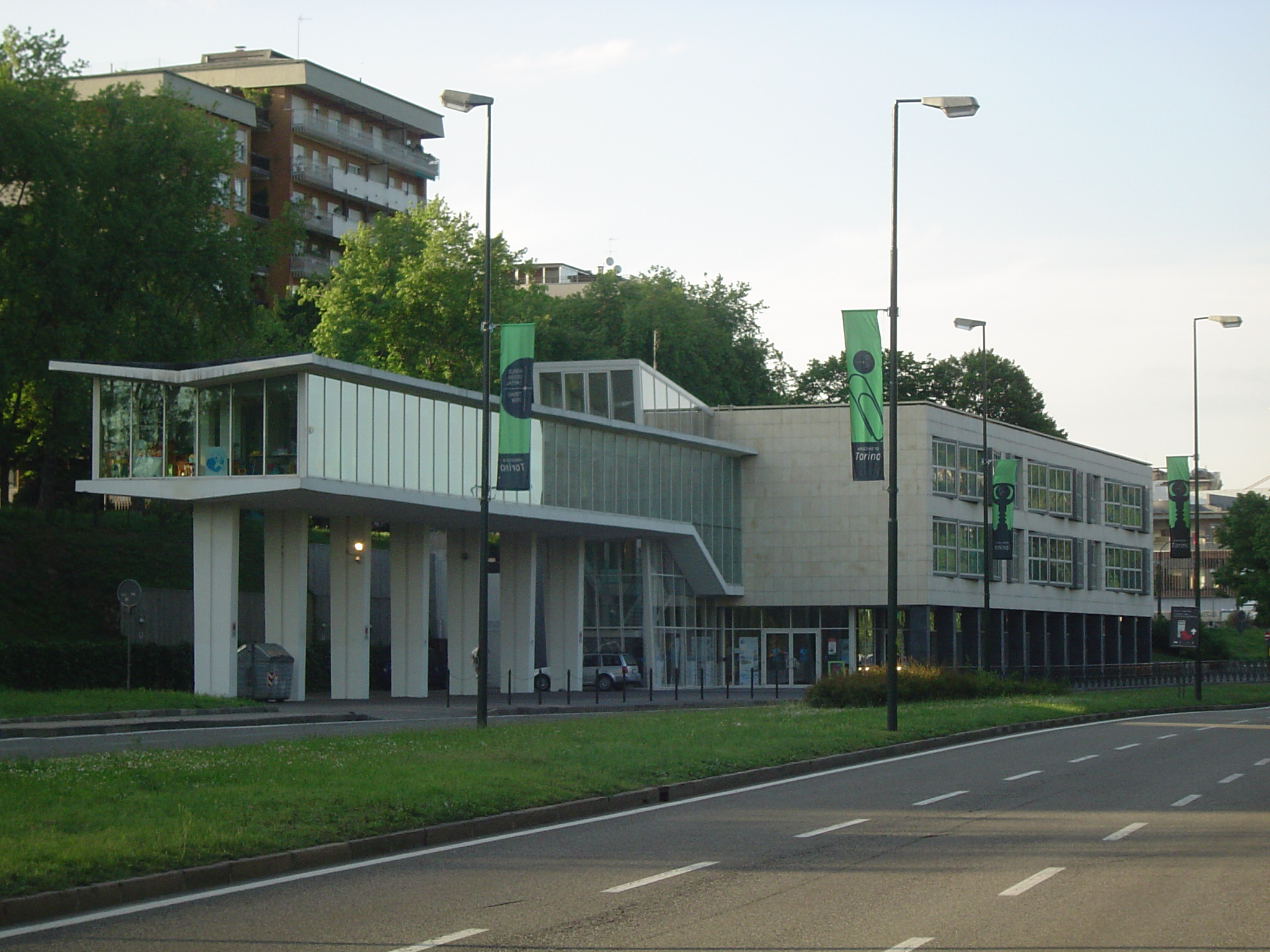
Dworzec Północny po remoncie w 2006 r. jest obecnie domem dziecka w opiece Szpitala Dziecięcego Małgorzaty Sabaudzkiej

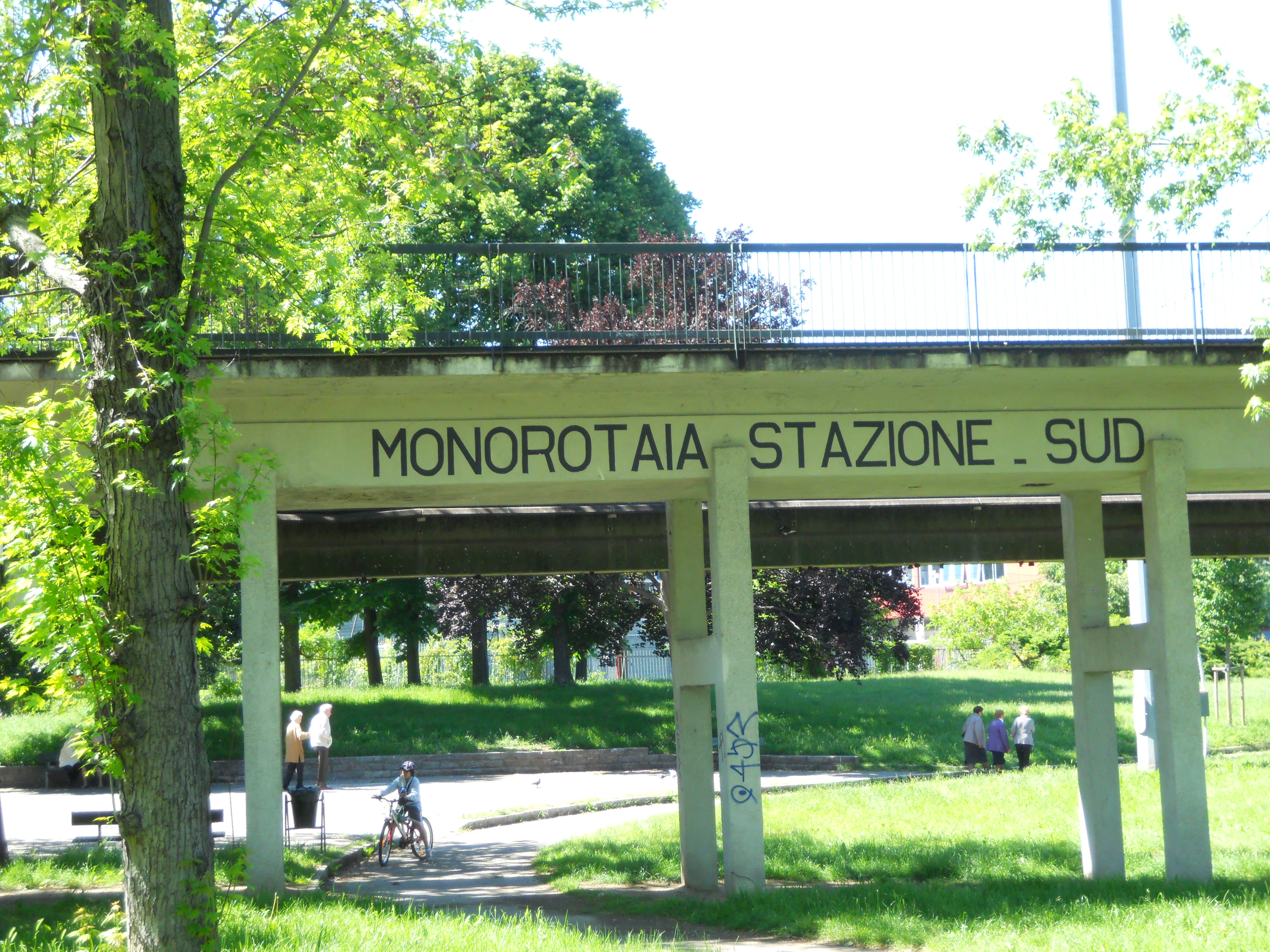
Pozostałości południowej stacji kolejki jednotorowej

Nieużywany przez lata dworzec południowy padł ofiarą marginesu społecznego. Podczas przypadkowej inspekcji pod koniec lat siedemdziesiątych odkryto że budynek średnio został zniszczony w pożarze wywołanym przez nieznanych sprawców. Spowodowało to jednak bezużyteczność nieruchomości. Wreszcie w 1981 roku budynek został rozebrany.
Z biegiem lat wiadukt był demontowany, w 1994 roku w wyniku kilku upadków gruzu zdemontowano wiadukt w całości z wyjątkiem krótkiego odcinka zachowanego jako pomnik innowacyjnego systemu transportowego, który znajduje się nad jeziorem, i obu stacji z których północna jest wyraźnie widoczna z drogi Corso Unità d’Italia.
Z okazji XX Zimowych Igrzysk Olimpijskich w 2006 r. miasto Turyn postanowiło zmienić zagospodarowanie Dworca Północnego w którym się mieści teraz dom dziecka.